# Amodghata
Amodghata è una suddivisione dell'India, classificata come census town, di 6.864 abitanti, situata nel distretto di Hooghly, nello stato federato del Bengala Occidentale. In base al numero di abitanti la città rientra nella classe V (da 5.000 a 9.999 persone).

## Geografia fisica
La città è situata a 22° 59' 27 N e 88° 23' 14 E.

## Società

### Evoluzione demografica
Al censimento del 2001 la popolazione di Amodghata assommava a 6.864 persone, delle quali 3.469 maschi e 3.395 femmine. I bambini di età inferiore o uguale ai sei anni assommavano a 648, dei quali 329 maschi e 319 femmine. Infine, coloro che erano in grado di saper almeno leggere e scrivere erano 5.355, dei quali 2.876 maschi e 2.479 femmine.